# خوزه یودیکا
خوزه یودیکا (اسپانیایی: José Yudica‎؛ زادهٔ ۲۶ فوریهٔ ۱۹۳۶) بازیکن فوتبال اهل آرژانتین است.

## باشگاهی
از باشگاه‌هایی که در آن بازی کرده‌است می‌توان به باشگاه فوتبال بوکا جونیورز، باشگاه فوتبال نیولز اولد بویز، باشگاه فوتبال ولز سارسفیلد، باشگاه فوتبال استودیانتس، و باشگاه ورزشی دیپورتیوو کالی اشاره کرد.

## تیم ملی
وی همچنین در تیم ملی فوتبال آرژانتین بازی کرده‌است.